# Desastre de Kaprun
O Desastre de Kaprun aconteceu em 11 de novembro de 2000, num túnel ferroviário de Kaprun, Áustria, quando o trem que transportava esquiadores e turistas teve um curto-circuito em um dos ventiladores e lançou faíscas sobre o óleo inflamável, matando 155 pessoas das 162 pessoas a bordo. Até o momento, este incidente continua sendo o desastre ferroviário mais mortal da história austríaca.

## Trem
O funicular Gletscherbahn Kaprun 2 foi inaugurado em 1974 e ia de Kaprun a Kitzsteinhorn e foi modernizado em 1993. Tinha uma bitola incomum de 946 mm, e um comprimento de 3 900 metros, 3 300 metros dos quais estavam dentro de um túnel. O trem subiu e desceu a inclinação de 30 graus a 25 km/h. Dois trens circulavam simultaneamente em uma única via, com uma seção no meio do caminho permitindo que eles passassem um pelo outro. O túnel terminava no principal centro de recepção, o Alpincenter, onde um guincho motorizado dirigia os trens. Era um sistema elétrico de baixa tensão, com tanques hidráulicos de 160 litros a bordo para os freios e portas, e um condutor. Cada trem tinha quatro compartimentos de passageiros, com capacidade total para 180 passageiros, e uma cabine de condutor em cada extremidade; o condutor trocava de lado enquanto o trem subia e descia.

## Fogo
[editar código-fonte]
Em 11 de novembro de 2000, pouco depois das 9h00 da manhã, 161 passageiros e um condutor embarcaram no trem funicular para as pistas. O trem parou inesperadamente 600 metros (2 000 pés) no túnel.  Alguns minutos depois, o condutor relatou um incêndio no centro de controle e falhou na tentativa de abrir as portas operadas hidraulicamente. O condutor então perdeu contato com o centro de controle porque o fogo queimou um cabo de alimentação de 16kV que passava ao lado da pista, causando um apagão de energia em toda a estação de esqui.
Os passageiros tentaram quebrar as janelas de acrílico resistentes a estilhaços. Doze pessoas da parte traseira do trem quebraram uma janela com um bastão de esqui e, aconselhadas por um fugitivo que havia sido bombeiro voluntário, escaparam para baixo, passando pelo fogo e abaixo da fumaça.
Muitos dos ocupantes presos perderam a consciência devido à fumaça tóxica. Eventualmente, o condutor conseguiu destrancar as portas, permitindo que elas fossem abertas manualmente. Os passageiros conscientes fugiram pelo túnel para longe do fogo. O túnel agia como um alto-forno, sugando oxigênio de baixo e enviando fumaça venenosa, calor e o próprio fogo para cima. O condutor e todos os passageiros que subiam a pé morreram asfixiados e foram queimados.
O condutor e o único passageiro do segundo trem, que descia no mesmo túnel acima do trem em chamas, também morreram por inalação de fumaça. A fumaça subiu para o Alpincenter 2 500 m acima. Dois trabalhadores em fuga no Alpincenter alertaram funcionários e clientes e escaparam por uma saída de emergência. Eles deixaram as portas de saída abertas, o que contribuiu para o efeito chaminé. Todos, exceto quatro pessoas, escaparam do centro enquanto ele se enchia de fumaça. Os bombeiros chegaram ao centro e reviveram um dos quatro; os outros três foram asfixiados.

## Investigação
O inquérito oficial determinou que a causa foi a falha, superaquecimento e ignição de um aquecedor com ventilador nos compartimentos do condutor, que não foi projetado para uso em um veículo em movimento. Uma falha de projeto causou o superaquecimento da unidade, fazendo com que o suporte do elemento de aquecimento se quebrasse. O elemento ficou preso contra seu invólucro e pegou fogo. Um vazamento lento de fluido hidráulico inflamável foi aceso, o que derreteu as linhas de fluido, alimentando ainda mais as chamas. A perda de pressão hidráulica acionou os freios (que são mantidos abertos pela pressão hidráulica) e desativou as portas operadas hidraulicamente.
Descobriu-se que as falhas estruturais dos trens funiculares, especialmente a falta de mecanismos de segurança, desempenharam um papel. Extintores de incêndio em cada unidade funicular estavam nos compartimentos dos atendentes lacrados, fora do alcance dos passageiros. Não havia detectores de fumaça. Não havia sinal de celular dentro dos túneis, o que significa que os passageiros não tinham como entrar em contato com o atendente. O especialista em funiculares, professor Josef Nejez, disse que os projetistas tinham a percepção de que o fogo não poderia ocorrer em uma cabine funicular porque nenhum incêndio havia ocorrido anteriormente. O trem cumpria os códigos de segurança da área, que não abordavam os sistemas instalados no trem durante sua atualização em 1993. A energia elétrica a bordo, os sistemas de frenagem hidráulica e os aquecedores com ventilador destinados ao uso doméstico aumentaram a probabilidade de incêndio.

## Vítimas
| Nacionalidade   | Vítimas |
| --------------- | ------- |
| Áustria         | 92      |
| Alemanha        | 37      |
| Japão           | 10      |
| Estados Unidos  | 8       |
| Eslovénia       | 4       |
| Países Baixos   | 2       |
| Reino Unido     | 1       |
| República Checa | 1       |
| Total           | 155     |